# Список высших судов по странам

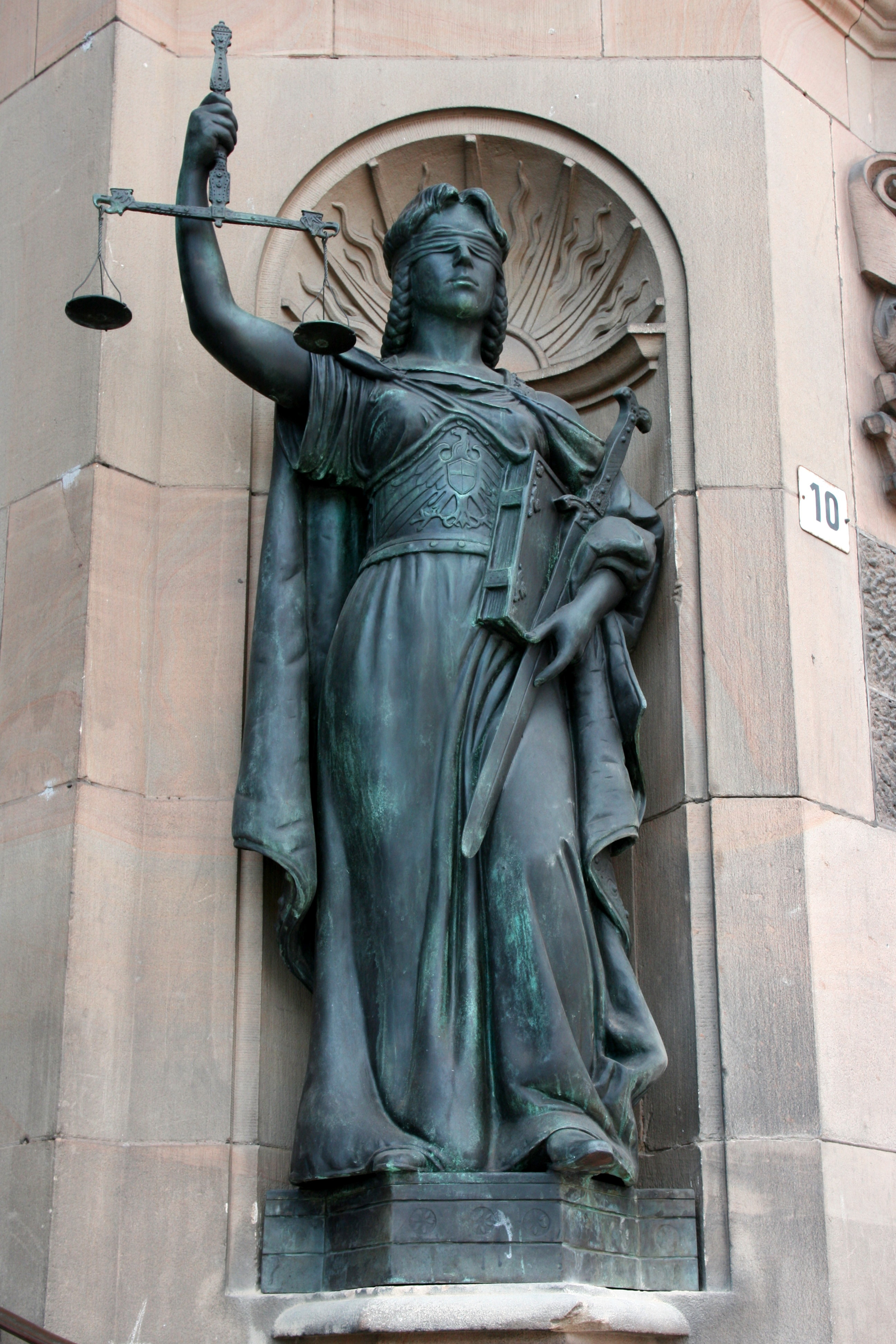
Фемида — символ правосудия во всём мире

Список высших судов содержит перечень главных судебных инстанций государств мира, которые возглавляют национальную судебную систему или являются самостоятельными высшими судами вне общей иерархии. Высшие суды непризнанных или частично признанных государств приводятся в самостоятельном разделе.
В конституционном праве классически выделяются следующие модели построения судебной системы:
- моносистемная — в государстве действует единая система судов общей юрисдикции во главе с верховным судом, который одновременно осуществляет все виды судопроизводства (уголовное, гражданское, административное и конституционное); при этом специализированные суды не создаются.
- полисистемная — в государстве помимо судов общей юрисдикции существует целая система самостоятельных специализированных судов, имеющих собственную компетенцию, которая не пересекается с компетенцией общих судов. Как правило отдельно создаются конституционные, административные, экономические, избирательные и другие суды.

Суды общей юрисдикции осуществляют правосудие как правило по гражданским и уголовным делам, также могут рассматривать административные дела.
В качестве специализированных судов на практике чаще всего отдельно формируются конституционные и административные суды, также возможно создание иных судов с особой отраслевой юрисдикцией.
Конституционные суды выполняют судебный конституционный контроль, в компетенцию которых входит оценка соответствия правовых норм актов различного уровня нормам конституции. В большинстве стран имеют статус суда sui generis и не входят в общую судебную систему, а являются независимыми специализированными органами вне системы разделения властей. В таких странах как КНР, Вьетнам, КНДР, Лаос, Куба, Нидерланды и Финляндия институт судебного конституционного контроля вообще отсутствует.
Административные суды являются специализированными органами, которые осуществляют правосудие в форме рассмотрения и разрешения жалоб граждан на решения и действия органов государственного управления или их должностных лиц. В странах, которые копируют модель французского Государственного совета, такой орган одновременно является и органом исполнительной власти, и высшим судом административной юстиции. Противоположной является модель построения административных судов в Германии и в странах, перенявших её опыт, где подобное учреждение считается только органом правосудия.
Самостоятельную систему в некоторых странах образуют экономические (арбитражные, хозяйственные) суды, которые разрешают коммерческие споры между различными хозяйствующими субъектами. В странах Латинской Америки хорошо развита система специальных избирательных судов (трибуналов) для разрешения вопросов, связанных с выборами и референдумами. В некоторых странах отдельно организованы главные военные, трудовые и счётные суды, а также высшие государственные трибуналы для привлечения к ответственности высших должностных лиц. В ряде мусульманских стран государством сформирована система шариатских судов.

## Высшие суды суверенных государств
| #   | Страна                        | Суды общей юрисдикции                                                                         | Суды со специальной юрисдикцией*                                        | Суды со специальной юрисдикцией*                                        | Суды со специальной юрисдикцией*                                                                                |
| #   | Страна                        | Суды общей юрисдикции                                                                         | конституционные                                                         | административные                                                        | иные |
| --- | ----------------------------- | --------------------------------------------------------------------------------------------- | ----------------------------------------------------------------------- | ----------------------------------------------------------------------- | --- |
| 1   | Австралия                     | Верховный суд Австралии** Федеральный суд Австралии                                           |                                                                         |                                                                         | Семейный суд Австралии                                                                                          |
| 2   | Австрия                       | Верховный суд Австрии                                                                         | Конституционный суд Австрии                                             | Административный суд Австрии                                            | |
| 3   | Азербайджан                   | Верховный суд Азербайджана                                                                    | Конституционный суд Азербайджана                                        |                                                                         | Экономический суд Азербайджана                                                                                  |
| 4   | Албания                       | Верховный суд Албании                                                                         | Конституционный суд Албании                                             |                                                                         | |
| 5   | Алжир                         | Верховный суд Алжира                                                                          | Конституционный совет Алжира                                            | Государственный совет Алжира                                            | Суд отчётности Алжира Конфликтный трибунал Высший государственный трибунал                                      |
| 6   | Ангола                        | Верховный суд Анголы                                                                          | Конституционный суд Анголы                                              |                                                                         | |
| 7   | Андорра                       | Верховный суд Андорры                                                                         | Конституционный суд Андорры                                             |                                                                         | |
| 8   | Антигуа и Барбуда             | Восточно-Карибский верховный суд*** Судебный комитет Тайного совета****                       |                                                                         |                                                                         | |
| 9   | Аргентина                     | Верховный суд Аргентины**                                                                     |                                                                         |                                                                         | |
| 10  | Армения                       | Кассационный суд Армении                                                                      | Конституционный суд Армении                                             |                                                                         | Государственный арбитраж Армении                                                                                |
| 11  | Афганистан                    | Верховный суд Афганистана                                                                     |                                                                         |                                                                         | |
| 12  | Багамские Острова             | Верховный суд Багамских Островов Судебный комитет Тайного совета****                          |                                                                         |                                                                         | |
| 13  | Бангладеш                     | Верховный суд Бангладеш**                                                                     |                                                                         |                                                                         | |
| 14  | Барбадос                      | Верховный суд Барбадоса Карибский суд*****                                                    |                                                                         |                                                                         | |
| 15  | Бахрейн                       | Высший апелляционный суд Бахрейна                                                             | Конституционный суд Бахрейна                                            |                                                                         | |
| 16  | Беларусь                      | Верховный суд Республики Беларусь                                                             | Конституционный суд Республики Беларусь                                 |                                                                         | |
| 17  | Белиз                         | Верховный суд Белиза Карибский суд*****                                                       |                                                                         |                                                                         | |
| 18  | Бельгия                       | Кассационный суд Бельгии                                                                      | Конституционный суд Бельгии                                             | Государственный совет Бельгии                                           | |
| 19  | Бенин                         | Верховный суд Бенина                                                                          | Конституционный суд Бенина                                              |                                                                         | Высший государственный трибунал                                                                                 |
| 20  | Болгария                      | Верховный кассационный суд Болгарии                                                           | Конституционный суд Болгарии                                            | Верховный административный суд Болгарии                                 | |
| 21  | Боливия                       | Верховный суд Боливии                                                                         | Конституционный трибунал Боливии                                        |                                                                         | Верховный избирательный трибунал Боливии                                                                        |
| 22  | Босния и Герцеговина          | Суд Боснии и Герцеговины                                                                      | Конституционный суд Боснии и Герцеговины                                |                                                                         | |
| 23  | Ботсвана                      | Высокий суд Ботсваны**                                                                        |                                                                         |                                                                         | |
| 24  | Бразилия                      | Федеральный верховный суд Бразилии**                                                          |                                                                         |                                                                         | Высший трудовой суд Бразилии Высший избирательный суд Бразилии Высший военный трибунал Бразилии                 |
| 25  | Бруней                        | Верховный суд Брунея Судебный комитет Тайного совета****                                      |                                                                         |                                                                         | |
| 26  | Буркина-Фасо                  | Кассационный суд Буркина-Фасо                                                                 | Конституционный совет Буркина-Фасо                                      | Государственный совет Буркина-Фасо                                      | Палата аудиторов Буркина-Фасо Высший государственный трибунал                                                   |
| 27  | Бурунди                       | Верховный суд Бурунди                                                                         | Конституционный суд Бурунди                                             |                                                                         | |
| 28  | Бутан                         | Королевский суд Бутана                                                                        |                                                                         |                                                                         | |
| 29  | Вануату                       | Верховный суд Вануату**                                                                       |                                                                         |                                                                         | |
| 30  | Ватикан                       | Верховный суд сигнатуры Высший церковный апелляционный суд Ватикана                           |                                                                         |                                                                         | |
| 31  | Великобритания                | Судебный комитет Тайного совета Верховный суд Великобритании** Высший уголовный суд Шотландии |                                                                         |                                                                         | |
| 32  | Венгрия                       | Верховный суд Венгрии                                                                         | Конституционный суд Венгрии                                             |                                                                         | |
| 33  | Венесуэла                     | Верховный суд Венесуэлы**                                                                     |                                                                         |                                                                         | |
| 34  | Восточный Тимор               | Верховный суд Восточного Тимора**                                                             |                                                                         | Высокий административный, налоговый и счетный суд                       | |
| 35  | Вьетнам                       | Верховный народный суд Вьетнама                                                               |                                                                         |                                                                         | |
| 36  | Габон                         | Верховный суд Габона                                                                          | Конституционный суд Габона                                              | Административный суд Габона                                             | Счётный суд Габона Высший государственный трибунал                                                              |
| 37  | Гаити                         | Кассационный суд Гаити**                                                                      |                                                                         | Высший суд аудиторов и административных споров                          | Высший государственный трибунал                                                                                 |
| 38  | Гайана                        | Верховный суд Гайаны Карибский суд*****                                                       |                                                                         |                                                                         | |
| 39  | Гамбия                        | Верховный суд Гамбии                                                                          |                                                                         |                                                                         | |
| 40  | Гана                          | Верховный суд Ганы                                                                            |                                                                         |                                                                         | |
| 41  | Гватемала                     | Верховный суд Гватемалы                                                                       | Конституционный суд Гватемалы                                           | Административный трибунал Гватемалы                                     | Высший избирательный трибунал Гватемалы Счётный трибунал Гватемалы                                              |
| 42  | Гвинея                        | Верховный суд Гвинеи**                                                                        |                                                                         |                                                                         | Высший государственный трибунал                                                                                 |
| 43  | Гвинея-Бисау                  | Верховный суд Гвинеи-Бисау                                                                    |                                                                         |                                                                         | |
| 44  | Германия                      | Федеральный Верховный суд Германии                                                            | Федеральный конституционный суд Германии                                | Федеральный административный суд Германии                               | Федеральный трудовой суд Германии Федеральный социальный суд Германии Федеральный финансовый суд Германии       |
| 45  | Гондурас                      | Верховный суд Гондураса**                                                                     |                                                                         | Суд по административным спорам                                          | Верховный избирательный трибунал Гондураса                                                                      |
| 46  | Гренада                       | Восточно-Карибский верховный суд*** Судебный комитет Тайного совета****                       |                                                                         |                                                                         | |
| 47  | Греция                        | Верховный суд Греции                                                                          | Особый высший суд Греции                                                | Государственный Совет Греции                                            | Финансовый суд Греции                                                                                           |
| 48  | Грузия                        | Верховный суд Грузии                                                                          | Конституционный суд Грузии                                              |                                                                         | |
| 49  | Дания                         | Верховный суд Дании**                                                                         |                                                                         |                                                                         | |
| 50  | Джибути                       | Верховный суд Джибути                                                                         | Конституционный совет Джибути                                           |                                                                         | Высший государственный трибунал                                                                                 |
| 51  | Доминика                      | Восточно-Карибский верховный суд*** Судебный комитет Тайного совета****                       |                                                                         |                                                                         | |
| 52  | Доминиканская Республика      | Верховный суд Доминиканской Республики                                                        | Конституционный трибунал Доминиканской Республики                       |                                                                         | |
| 53  | Египет                        | Кассационный суд Египта                                                                       | Верховный конституционный суд Египта                                    | Государственный совет Египта                                            | |
| 54  | Замбия                        | Верховный суд Замбии**                                                                        |                                                                         |                                                                         | |
| 55  | Зимбабве                      | Верховный суд Зимбабве**                                                                      |                                                                         |                                                                         | |
| 56  | Израиль                       | Верховный суд Израиля**                                                                       |                                                                         |                                                                         | |
| 57  | Индия                         | Верховный суд Индии**                                                                         |                                                                         |                                                                         | |
| 58  | Индонезия                     | Верховный суд Индонезии                                                                       | Конституционный суд Индонезии                                           |                                                                         | |
| 59  | Иордания                      | Кассационный суд Иордании                                                                     | Высокий трибунал Иордании                                               |                                                                         | Высший государственный трибунал                                                                                 |
| 60  | Ирак                          | Верховный суд Ирака                                                                           |                                                                         |                                                                         | |
| 61  | Иран                          | Верховный суд Ирана                                                                           | Совет стражей конституции                                               |                                                                         | |
| 62  | Ирландия                      | Верховный суд Ирландии**                                                                      |                                                                         |                                                                         | |
| 63  | Исландия                      | Верховный суд Исландии**                                                                      |                                                                         |                                                                         | |
| 64  | Испания                       | Верховный суд Испании                                                                         | Конституционный суд Испании                                             |                                                                         | |
| 65  | Италия                        | Высший кассационный суд Италии                                                                | Конституционный суд Италии                                              | Государственный совет Италии                                            | |
| 66  | Йемен                         | Верховный суд Йемена**                                                                        |                                                                         |                                                                         | |
| 67  | Кабо-Верде                    | Верховный трибунал юстиции Кабо-Верде                                                         | Конституционный суд Кабо-Верде                                          |                                                                         | |
| 68  | Казахстан                     | Верховный суд Казахстана                                                                      | Конституционный суд Республики Казахстан                                |                                                                         | |
| 69  | Камбоджа                      | Верховный суд Камбоджи                                                                        | Конституционный совет Камбоджи                                          |                                                                         | |
| 70  | Камерун                       | Верховный суд Камеруна                                                                        | Конституционный совет Камеруна                                          |                                                                         | Высший государственный трибунал                                                                                 |
| 71  | Канада                        | Верховный суд Канады**                                                                        |                                                                         |                                                                         | |
| 72  | Катар                         | Апелляционный суд Катара                                                                      |                                                                         |                                                                         | |
| 73  | Кения                         | Верховный суд Кении                                                                           |                                                                         |                                                                         | |
| 74  | Кипр                          | Верховный суд Республики Кипр                                                                 | Высший конституционный суд Республики Кипр                              |                                                                         | |
| 75  | Кыргызстан                    | Верховный суд Кыргызстана**                                                                   |                                                                         |                                                                         | |
| 76  | Кирибати                      | Апелляционный суд Кирибати Судебный комитет Тайного совета****                                |                                                                         |                                                                         | |
| 77  | Китай                         | Верховный народный суд КНР                                                                    |                                                                         |                                                                         | |
| 78  | Колумбия                      | Верховный суд Колумбии                                                                        | Конституционный суд Колумбии                                            | Государственный совет Колумбии                                          | |
| 79  | Коморы                        | Верховный суд Коморских Островов                                                              | Конституционный суд Коморских Островов                                  |                                                                         | Высший государственный трибунал                                                                                 |
| 80  | Республика Конго              | Верховный суд Республики Конго                                                                | Конституционный совет Республики Конго                                  |                                                                         | |
| 81  | ДР Конго                      | Кассационный суд ДР Конго                                                                     | Конституционный суд ДР Конго                                            | Государственный совет ДР Конго                                          | |
| 82  | КНДР                          | Центральный суд КНДР                                                                          |                                                                         |                                                                         | |
| 83  | Республика Корея              | Верховный суд Кореи                                                                           | Конституционный суд Кореи                                               |                                                                         | |
| 84  | Коста-Рика                    | Верховный суд Коста-Рики**                                                                    |                                                                         |                                                                         | Верховный суд по избирательным делам Коста-Рики                                                                 |
| 85  | Кот-д’Ивуар                   | Кассационный суд Республики Кот-д’Ивуар                                                       | Конституционный совет Республики Кот-д’Ивуар                            | Государственный совет Республики Кот-д’Ивуар                            | Счётный суд Республики Кот-д’Ивуар Высший государственный трибунал                                              |
| 86  | Куба                          | Верховный народный суд Кубы                                                                   |                                                                         |                                                                         | |
| 87  | Кувейт                        | Высший кассационный суд Кувейта                                                               | Конституционный суд Кувейта                                             |                                                                         | |
| 88  | Лаос                          | Верховный народный суд Лаоса                                                                  |                                                                         |                                                                         | |
| 89  | Латвия                        | Верховный суд Латвии                                                                          | Конституционный суд Латвии                                              |                                                                         | |
| 90  | Лесото                        | Апелляционный суд Лесото                                                                      |                                                                         |                                                                         | |
| 91  | Либерия                       | Верховный суд Либерии**                                                                       |                                                                         |                                                                         | |
| 92  | Ливан                         | Кассационный суд Ливана                                                                       | Конституционный совет Ливана                                            |                                                                         | |
| 93  | Ливия                         | Верховный суд Ливии                                                                           |                                                                         |                                                                         | |
| 94  | Литва                         | Верховный суд Литвы                                                                           | Конституционный Суд Литовской Республики                                | Высший административный суд Литвы                                       | |
| 95  | Лихтенштейн                   | Верховный суд Лихтенштейна                                                                    | Государственный суд Лихтенштейна                                        | Административный трибунал Лихтенштейна                                  | |
| 96  | Люксембург                    | Верховный суд Люксембурга                                                                     | Конституционный суд Люксембурга                                         | Административный суд Люксембурга                                        | |
| 97  | Маврикий                      | Верховный суд Маврикия** Судебный комитет Тайного совета****                                  |                                                                         |                                                                         | |
| 98  | Мавритания                    | Верховный суд Мавритании                                                                      | Конституционный совет Мавритании                                        |                                                                         | Высший государственный трибунал                                                                                 |
| 99  | Мадагаскар                    | Верховный суд Мадагаскара                                                                     | Суд по конституционным, административным и финансовым делам Мадагаскара | Суд по конституционным, административным и финансовым делам Мадагаскара | Высший государственный трибунал                                                                                 |
| 100 | Северная Македония            | Верховный суд Республики Македонии                                                            | Конституционный суд Республики Македонии                                |                                                                         | |
| 101 | Малави                        | Верховный апелляционный суд Малави**                                                          |                                                                         |                                                                         | |
| 102 | Малайзия                      | Федеральный суд Малайзии**                                                                    |                                                                         |                                                                         | |
| 103 | Мали                          | Верховный суд Мали                                                                            | Конституционный суд Мали                                                |                                                                         | Высший государственный трибунал                                                                                 |
| 104 | Мальдивы                      | Высокий суд Мальдив**                                                                         |                                                                         |                                                                         | |
| 105 | Мальта                        | Апелляционный суд Мальты Уголовный апелляционный суд Мальты                                   | Конституционный суд Мальты                                              |                                                                         | |
| 106 | Марокко                       | Верховный суд Марокко                                                                         | Конституционный совет Марокко                                           |                                                                         | |
| 107 | Маршалловы Острова            | Верховный суд Маршалловых Островов                                                            |                                                                         |                                                                         | |
| 108 | Мексика                       | Верховный суд Мексики**                                                                       |                                                                         |                                                                         | Федеральный избирательный трибунал Мексики                                                                      |
| 109 | Мозамбик                      | Верховный суд Мозамбика                                                                       | Конституционный совет Мозамбика                                         | Административный суд Мозамбика                                          | |
| 110 | Молдова                       | Высшая судебная палата Молдовы                                                                | Конституционный суд Молдовы                                             |                                                                         | Экономический суд Молдовы                                                                                       |
| 111 | Монако                        | Верховный суд Монако**                                                                        |                                                                         |                                                                         | |
| 112 | Монголия                      | Верховный суд Монголии                                                                        | Конституционный суд Монголии                                            |                                                                         | |
| 113 | Мьянма                        | Верховный суд Мьянмы                                                                          | Конституционный трибунал Мьянмы                                         |                                                                         | |
| 114 | Намибия                       | Верховный суд Намибии**                                                                       |                                                                         |                                                                         | |
| 115 | Науру                         | Верховный суд Науру**                                                                         |                                                                         |                                                                         | |
| 116 | Непал                         | Верховный суд Непала**                                                                        |                                                                         |                                                                         | Суд Учредительного собрания                                                                                     |
| 117 | Нигер                         | Верховный суд Нигера                                                                          | Конституционный суд Нигера                                              |                                                                         | Высший государственный трибунал                                                                                 |
| 118 | Нигерия                       | Верховный суд Нигерии**                                                                       |                                                                         |                                                                         | |
| 119 | Нидерланды                    | Верховный суд Нидерландов                                                                     |                                                                         | Государственный совет Нидерландов                                       | |
| 120 | Никарагуа                     | Верховный суд Никарагуа**                                                                     |                                                                         |                                                                         | Высший суд по трудовым делам Никарагуа Национальный совет по выборам                                            |
| 121 | Новая Зеландия                | Верховный суд Новой Зеландии                                                                  |                                                                         |                                                                         | |
| 122 | Норвегия                      | Верховный суд Норвегии**                                                                      |                                                                         |                                                                         | Государственный суд Норвегии                                                                                    |
| 123 | ОАЭ                           | Федеральный верховный суд ОАЭ**                                                               |                                                                         |                                                                         | |
| 124 | Оман                          | Верховный суд Омана                                                                           |                                                                         |                                                                         | |
| 125 | Пакистан                      | Верховный суд Пакистана**                                                                     |                                                                         |                                                                         | Федеральный шариатский суд                                                                                      |
| 126 | Палау                         | Верховный суд Палау                                                                           |                                                                         |                                                                         | |
| 127 | Панама                        | Верховный суд Панамы**                                                                        |                                                                         |                                                                         | |
| 128 | Папуа — Новая Гвинея          | Верховный суд Папуа — Новой Гвинеи**                                                          |                                                                         |                                                                         | |
| 129 | Парагвай                      | Верховный суд Парагвая**                                                                      |                                                                         |                                                                         | Высший избирательный суд Парагвая                                                                               |
| 130 | Перу                          | Верховный суд Перу                                                                            | Конституционный трибунал Перу                                           |                                                                         | Государственный избирательный суд Перу                                                                          |
| 131 | Польша                        | Верховный суд Польши                                                                          | Конституционный трибунал Польши                                         | Высший административный суд Польши                                      | Государственный трибунал Польши                                                                                 |
| 132 | Португалия                    | Верховный суд Португалии                                                                      | Конституционный суд Португалии                                          | Высший административный суд Португалии                                  | Счётный суд Португалии                                                                                          |
| 133 | Россия                        | Верховный суд Российской Федерации                                                            | Конституционный суд Российской Федерации                                |                                                                         | |
| 134 | Руанда                        | Кассационный суд Руанды                                                                       | Конституционный суд Руанды                                              | Государственный совет Руанды                                            | |
| 135 | Румыния                       | Высокий кассационный суд Румынии                                                              | Конституционный суд Румынии                                             |                                                                         | |
| 136 | Сальвадор                     | Верховный суд Сальвадора**                                                                    |                                                                         |                                                                         | Верховный избирательный трибунал Сальвадора                                                                     |
| 137 | Самоа                         | Апелляционный суд Самоа**                                                                     |                                                                         |                                                                         | |
| 138 | Сан-Марино                    | Совет Двенадцати                                                                              |                                                                         |                                                                         | |
| 139 | Сан-Томе и Принсипи           | Верховный суд Сан-Томе и Принсипи                                                             |                                                                         |                                                                         | |
| 140 | Саудовская Аравия             | Высший судебный совет Саудовской Аравии                                                       |                                                                         |                                                                         | |
| 141 | Свазиленд                     | Апелляционный суд Свазиленда                                                                  |                                                                         |                                                                         | |
| 142 | Сейшельские Острова           | Апелляционный суд Сейшельских Островов**                                                      |                                                                         |                                                                         | |
| 143 | Сенегал                       | Кассационный суд Сенегала                                                                     | Конституционный совет Сенегала                                          | Государственный совет Сенегала                                          | Высший государственный трибунал                                                                                 |
| 144 | Сент-Винсент и Гренадины      | Восточно-Карибский верховный суд*** Судебный комитет Тайного совета****                       |                                                                         |                                                                         | |
| 145 | Сент-Китс и Невис             | Восточно-Карибский верховный суд*** Судебный комитет Тайного совета****                       |                                                                         |                                                                         | |
| 146 | Сент-Люсия                    | Восточно-Карибский верховный суд*** Судебный комитет Тайного совета****                       |                                                                         |                                                                         | |
| 147 | Сербия                        | Верховный кассационный суд Сербии                                                             | Конституционный суд Сербии                                              | Административный суд Сербии Высший деликтный суд Сербии                 | Хозяйственный апелляционный суд Сербии                                                                          |
| 148 | Сингапур                      | Верховный суд Сингапура**                                                                     |                                                                         |                                                                         | |
| 149 | Сирия                         | Кассационный суд Сирии                                                                        | Верховный конституционный суд Сирии                                     | Государственный совет Сирии                                             | |
| 150 | Словакия                      | Верховный суд Словакии                                                                        | Конституционный суд Словакии                                            |                                                                         | |
| 151 | Словения                      | Верховный суд Словении                                                                        | Конституционный суд Словении                                            |                                                                         | |
| 152 | США                           | Верховный суд США**                                                                           |                                                                         |                                                                         | |
| 153 | Соломоновы Острова            | Высокий суд Соломоновых Островов**                                                            |                                                                         |                                                                         | |
| 154 | Сомали                        | Верховный суд Сомали                                                                          |                                                                         |                                                                         | |
| 155 | Судан                         | Верховный суд Судана                                                                          | Конституционный суд Судана                                              |                                                                         | |
| 156 | Суринам                       | Высокий суд Суринама                                                                          |                                                                         |                                                                         | |
| 157 | Сьерра-Леоне                  | Верховный суд Сьерра-Леоне**                                                                  |                                                                         |                                                                         | |
| 158 | Таджикистан                   | Верховный суд Республики Таджикистан                                                          | Конституционный суд Республики Таджикистан                              |                                                                         | Высший экономический суд Республики Таджикистан Военный суд Республики Таджикистан                              |
| 159 | Таиланд                       | Верховный суд Таиланда                                                                        | Конституционный суд Таиланда                                            | Высший административный суд Таиланда                                    | Военный суд Таиланда                                                                                            |
| 160 | Танзания                      | Высокий суд Танзании                                                                          | Специальный конституционный суд Танзании                                |                                                                         | |
| 161 | Того                          | Верховный суд Того                                                                            | Конституционный суд Того                                                |                                                                         | Высший государственный трибунал                                                                                 |
| 162 | Тонга                         | Верховный суд Тонги                                                                           |                                                                         |                                                                         | |
| 163 | Тринидад и Тобаго             | Верховный суд Тринидада и Тобаго Судебный комитет Тайного совета****                          |                                                                         |                                                                         | |
| 164 | Тувалу                        | Верховный суд Тувалу** Судебный комитет Тайного совета****                                    |                                                                         |                                                                         | |
| 165 | Тунис                         | Кассационный суд Туниса                                                                       | Конституционный совет Туниса                                            | Государственный совет Туниса                                            | |
| 166 | Туркменистан                  | Верховный суд Туркменистана                                                                   |                                                                         |                                                                         | Высший хозяйственный суд Туркменистана                                                                          |
| 167 | Турция                        | Высший кассационный суд Турции                                                                | Конституционный суд Турции                                              | Государственный совет Турции Высший военный административный суд Турции | Военный апелляционный суд Турции Суд по урегулированию разногласий                                              |
| 168 | Уганда                        | Верховный суд Уганды**                                                                        |                                                                         |                                                                         | |
| 169 | Узбекистан                    | Верховный суд Республики Узбекистан                                                           | Конституционный суд Республики Узбекистан                               |                                                                         | |
| 170 | Украина                       | Верховный суд Украины                                                                         | Конституционный суд Украины                                             | Высший административный суд Украины                                     | Высший хозяйственный суд Украины                                                                                |
| 171 | Уругвай                       | Верховный суд Уругвая**                                                                       |                                                                         | Трибунал административных споров Уругвая                                | Избирательный суд Уругвая                                                                                       |
| 172 | Федеративные Штаты Микронезии | Верховный суд ФШМ**                                                                           |                                                                         |                                                                         | |
| 173 | Фиджи                         | Верховный суд Фиджи**                                                                         |                                                                         |                                                                         | |
| 174 | Филиппины                     | Верховный суд Филиппин**                                                                      |                                                                         |                                                                         | |
| 175 | Финляндия                     | Верховный суд Финляндии                                                                       |                                                                         | Верховный административный суд Финляндии                                | Государственный суд Финляндии                                                                                   |
| 176 | Франция                       | Кассационный суд Франции                                                                      | Конституционный совет Франции                                           | Государственный совет Франции                                           | Высокая палата правосудия Франции Палата правосудия Республики Конфликтный трибунал Франции Счётный суд Франции |
| 177 | Хорватия                      | Верховный суд Хорватии                                                                        | Конституционный суд Хорватии                                            | Высший административный суд Хорватии Высший деликтный суд Хорватии      | Высший хозяйственный суд Хорватии                                                                               |
| 178 | ЦАР                           | Кассационный суд ЦАР                                                                          | Конституционный суд ЦАР                                                 | Государственный совет ЦАР                                               | Конфликтный трибунал Высший государственный трибунал                                                            |
| 179 | Чад                           | Верховный суд Республики Чад                                                                  | Конституционный совет Республики Чад                                    |                                                                         | Высший государственный трибунал                                                                                 |
| 180 | Черногория                    | Верховный суд Черногории                                                                      | Конституционный суд Черногории                                          |                                                                         | |
| 181 | Чехия                         | Верховный суд Чехии                                                                           | Конституционный суд Чехии                                               | Верховный административный суд Чехии                                    | |
| 182 | Чили                          | Верховный суд Чили                                                                            | Конституционный трибунал Чили                                           |                                                                         | Избирательный трибунал Чили                                                                                     |
| 183 | Швейцария                     | Федеральный суд Швейцарии**                                                                   |                                                                         |                                                                         | |
| 184 | Швеция                        | Верховный суд Швеции                                                                          |                                                                         | Верховный административный суд Швеции                                   | |
| 185 | Шри-Ланка                     | Верховный суд Шри-Ланки**                                                                     |                                                                         |                                                                         | |
| 186 | Эквадор                       | Верховный суд Эквадора                                                                        | Конституционный трибунал Эквадора                                       | Трибунал административных споров Эквадора                               | Избирательный трибунал Эквадора Финансовый трибунал Эквадора                                                    |
| 187 | Экваториальная Гвинея         | Верховный суд Экваториальной Гвинеи                                                           | Конституционный совет Экваториальной Гвинеи                             |                                                                         | |
| 188 | Эритрея                       | Верховный суд Эритреи**                                                                       |                                                                         |                                                                         | |
| 189 | Эстония                       | Верховный суд Эстонии**                                                                       |                                                                         |                                                                         | |
| 190 | Эфиопия                       | Федеральный верховный суд Эфиопии                                                             | Совет по вопросам конституции                                           |                                                                         | |
| 191 | ЮАР                           | Верховный апелляционный суд Южной Африки                                                      | Конституционный суд Южной Африки                                        |                                                                         | Избирательный суд Южной Африки                                                                                  |
| 192 | Южный Судан                   | Верховный суд Южного Судана**                                                                 |                                                                         |                                                                         | |
| 193 | Ямайка                        | Апелляционный суд Ямайки Судебный комитет Тайного совета****                                  |                                                                         |                                                                         | |
| 194 | Япония                        | Верховный суд Японии**                                                                        |                                                                         |                                                                         | |

## Высшие суды непризнанных и частично признанных государств
| #  | Страна                                        | Суды общей юрисдикции              | Суды со специальной юрисдикцией       | Суды со специальной юрисдикцией                     | Суды со специальной юрисдикцией     |
| #  | Страна                                        | Суды общей юрисдикции              | конституционные                       | административные                                    | иные                                |
| -- | --------------------------------------------- | ---------------------------------- | ------------------------------------- | --------------------------------------------------- | ----------------------------------- |
| 1  | Республика Абхазия                            | Верховный суд Республики Абхазия*  |                                       |                                                     | Арбитражный суд Абхазии             |
| 2  | Китайская Республика                          | Верховный суд Китайской Республики | Судебный Юань                         | Верховный административный суд Китайской Республики |                                     |
| 3  | Косово                                        | Верховный суд Республики Косово    | Конституционный суд Республики Косово |                                                     |                                     |
| 4  | Республика Арцах                              | Верховный суд НКР*                 |                                       |                                                     |                                     |
| 5  | Государство Палестина                         |                                    |                                       |                                                     |                                     |
| 6  | Приднестровская Молдавская Республика         | Верховный суд ПМР                  | Конституционный суд ПМР               |                                                     |                                     |
| 7  | Пунтленд                                      | Верховный суд Пунтленда            | Конституционный суд Пунтленда         |                                                     |                                     |
| 8  | Сахарская Арабская Демократическая Республика | Верховный суд САДР                 | Конституционный совет САДР            |                                                     |                                     |
| 9  | Турецкая Республика Северного Кипра           | Верховный суд ТРСК*                |                                       |                                                     |                                     |
| 10 | Сомалиленд                                    | Верховный суд Сомалиленда*         |                                       |                                                     |                                     |
| 11 | Южная Осетия                                  | Верховный суд Южной Осетии         | Конституционный суд Южной Осетии      |                                                     | Высший арбитражный суд Южной Осетии |

## Комментарии
1. ↑  В определённых странах счётные палаты или иные органы финансового контроля обладают судебными функциями по вопросам, связанными с контролем по расходованию государственного бюджета. В Португалии, Греции, Буркина-Фасо, Габоне, Кот-д’Ивуаре, Мадагаскаре счётная палата, согласно конституции, отнесена к органам судебной власти.
2. ↑  Был образован в соответствии с Актом о конституционной реформе 2005 года, приступил к работе 1 октября 2009 года. Является высшей судебной инстанцией по всем уголовным и гражданским делам в Англии, Уэльсе и Северной Ирландии; и только по гражданскими делам в Шотландии. Также рассматривает вопросы, связанные с делегированием власти территориальным частям Великобритании.
3. ↑  В Конституции Мадагаскара (ст. 105) сказано, что данный орган структурно состоит из Конституционного суда, Государственного совета и Ревизионного управления.
4. ↑  Имеет статус самой высшей судебной инстанции в стране (ст. 95 Конституции Мальты).
5. ↑  Рассматривает вопросы, связанные с избирательным правом.
6. 1 2  Рассматривает в исключительном порядке дела об административных правонарушениях.